# Tonglu
Tonglu, tidigare romaniserat Tunglu, är ett härad som lyder under Hangzhous stad på prefekturnivå i Zhejiang-provinsen i östra Kina. Det ligger omkring 75 kilometer sydväst om provinshuvudstaden Hangzhou.
Befolkningen uppgick till 378 060 invånare vid folkräkningen år 2000, varav 88 118 invånare bodde i huvudorten Tonglu. Häradet omfattar områden på båda sidor Qiantangfloden, och var år 2000 indelad i 13 köpingar (zhèn) och 12 socknar (xiāng).